# Gen epistatyczny
Geny epistatyczny – gen, który hamuje ekspresję genów z innej pary alleli (genów hipostatycznych).